# 프라이드 파크 스타디움
프라이드 파크 스타디움(영어: Pride Park Stadium)은 잉글랜드 더비에 위치한 축구 경기장으로, 수용 인원은 33,597명이며 1997년 7월 18일 개장한 이래 더비 카운티 FC의 홈 구장으로 사용되고 있다. 1895년부터 1997년까지 더비 카운티의 홈 구장으로 사용되었던 베이스볼 그라운드(Baseball Ground)를 대신하기 위한 차원에서 건설되었으며 엘리자베스 2세 영국 여왕이 경기장 개장 행사에 참석한 경력이 있다.